# Хав'єр Мартінес Бальса
Хав'єр Мартінес Бальса (ісп. Luis Ortiz de Zarate Ruiz de Arcaute) — баскський підприємець, президент клубу «Депортіво Алавес» із міста Віторія-Гастейс. В 1981—1982 та 1983—1984 роках 27-й, за ліком, президент головного футбольного клубу Алави.

## Життєпис
Хав'єр Мартінес Бальса був із числа дрібної баскської знаті, його предки були місцевими латифундистами, відтак і Хав'єра Мартінеса обирали в різні громадські асоціації. Коли в місті постав спортивний клуб Бальса став його партнером, а оперування на фінансовому ринку сприяло його просуванню в клубі.
Хав'єр Мартінес Бальса продовжував родинні фінансові справи і був активним партнером спортивного клубу, а поготів його обрали на початку 1981 року президентом клубу «Депортиво Алавес». Прийшовши до команди в часі падіння команди в Сегунди «В», йому необхідно було об'єднати тренерський штаб та футболістів задля здобуття путівки до Сегунди. Але тодішній головний акціонер клубу Хуану Арреґуї Ґараю вирішив самотужки поуправляти клубом, але ця затія виявилася невдалою, оскільки останній більше займався політичними питаннями в Алаві. Відтак, залишишись в сезоні 1982-1983 року віце-президентом, Бальса номінально управляв клубом. Складний фінансовий стан та презирство вболівальників до "Ґарая-нещасливця" (бо його приходи пов'язували із падіннями клубу) спонукали акціоненра, офіційно віддати посаду президента Хав'єру Мартінесу.
Але ні президентові Бальсі ні досвідченому наставнику Хосе Марії Ґарсії де Андоїну (José María García de Andoin) не вдавалося піднятися з підвалин турнірної таблиці. Тоді він Бальса приступив до заподіяв тренерську ротацію: в сезоніт 1982-1983 років  ще спробували Луїса Асторґу (Luis Astorga), тоді як в 1983-1984 роках експериментували Еміліо Кілес (Emilio Quílez) та Хосе Антоніо Ная (José Antonio Naya). Але й це не помогло, хоча гра команди вже стабілізувалася й вони у підсумку посіли 3 місце. Відтак, каденція Хав'єр Мартінес Бальса дійшла до кінця і він поступився місцем своїм партнерам-наставникам: Луїсу Компаньйону та Хуліану Ортісу Ґілу (Julián Ortiz Gil). 
Але, поступившись посадою президента алавесців, Хав'єр Мартінес Бальса продовжував свої фінансові справи, окрім того сприяв спорту в столиці Алави, прививши й своїм нащадкам та родичам любов до спорту та клубу.